# Caligus nuenonnae
Caligus nuenonnae is een eenoogkreeftjessoort uit de familie van de Caligidae. De wetenschappelijke naam van de soort is voor het eerst geldig gepubliceerd in 2009 door Andrews, Bott, Battaglene & Nowak.